# Romà Comamala i Valls
Romà Comamala i Valls (Barcelona, 1921 – Vilabella, 9 d'agost del 2000) va ser sacerdot i escriptor. Era el fill segon d'Arseni Comamala, un dentista prestigiós, i de Montserrat Valls, filla de Josep M. Valls i Vicens, copropietari de la Banca Fills de Magí Valls. Comamala, titulat en Belles Arts per l'Escola de Llotja, va realitzar uns quants treballs com a escenògraf. Però el 1945 ingressa com a novici al monestir de Poblet, que abandonarà el 1948 per entrar al Seminari Arxidiocesà de Tarragona. Ordenat sacerdot el 1952, serà rector de Santes Creus, Castellvell del Camp i, des del 1965, de Vilabella on hi va morir degut a un càncer.